# Harrisburg
Harrisburg és la capital de l'estat de Pennsilvània, als Estats Units. Segons el cens de l'any 2000, té una població de 48.950 persones.
És coneguda per l'accident nuclear de Three Mile Island, que va poder desembocar en una tragèdia molt major.

## Geografia
Harrisburg se situa a 40° 16′ 11″ N i 76° 52′ 32″ O (40,269789; -76,875613).
Segons l'oficina de cens dels Estats Units, la ciutat té una àrea total de 29,6 km², de la qual 21,0 km² són de terra i 8,6 km² són d'aigua. L'aigua suposa així un 29,11% de la superfície de Harrisburg.